# Purnella albifrons
El mielero frentiblanco (Purnella albifrons) es una especie de ave paseriforme de la familia Meliphagidae endémica de Australia.
Anteriormente fue clasificada en el género Phylidonyris, pero posteriormente se colocó en el género monotípico Purnella.